# Рибальський стаксель

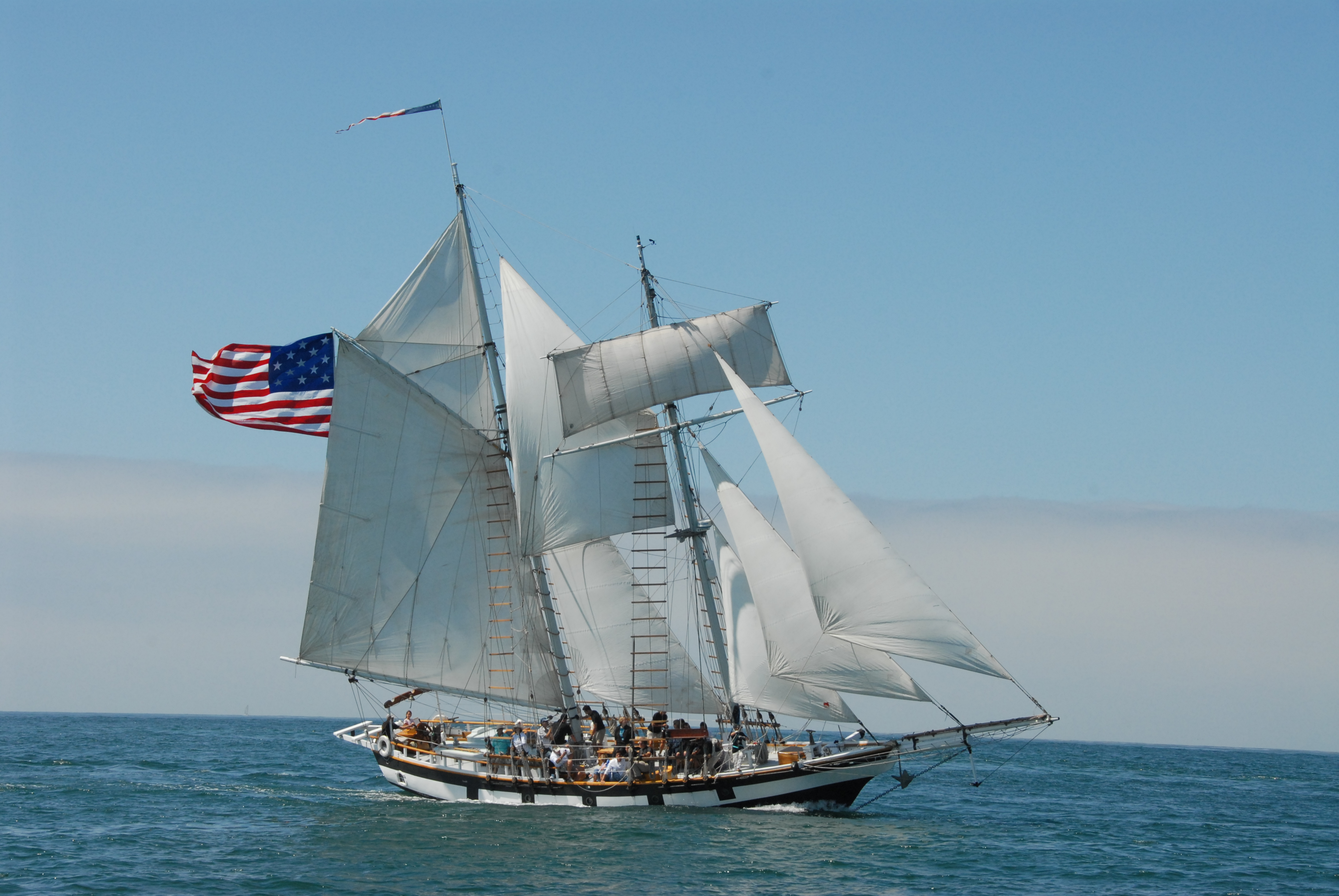
Рибальський стаксель піднятий над звичайним стакселем на стаксельній шхуні

Рибальський стаксель або рибальське вітрило — чотирикутне косе вітрило, яке розміщується між щоглами вітрильного корабля з косим вітрильним озброєнням, як правило шхуни, або рідше — бригантини.

## Опис

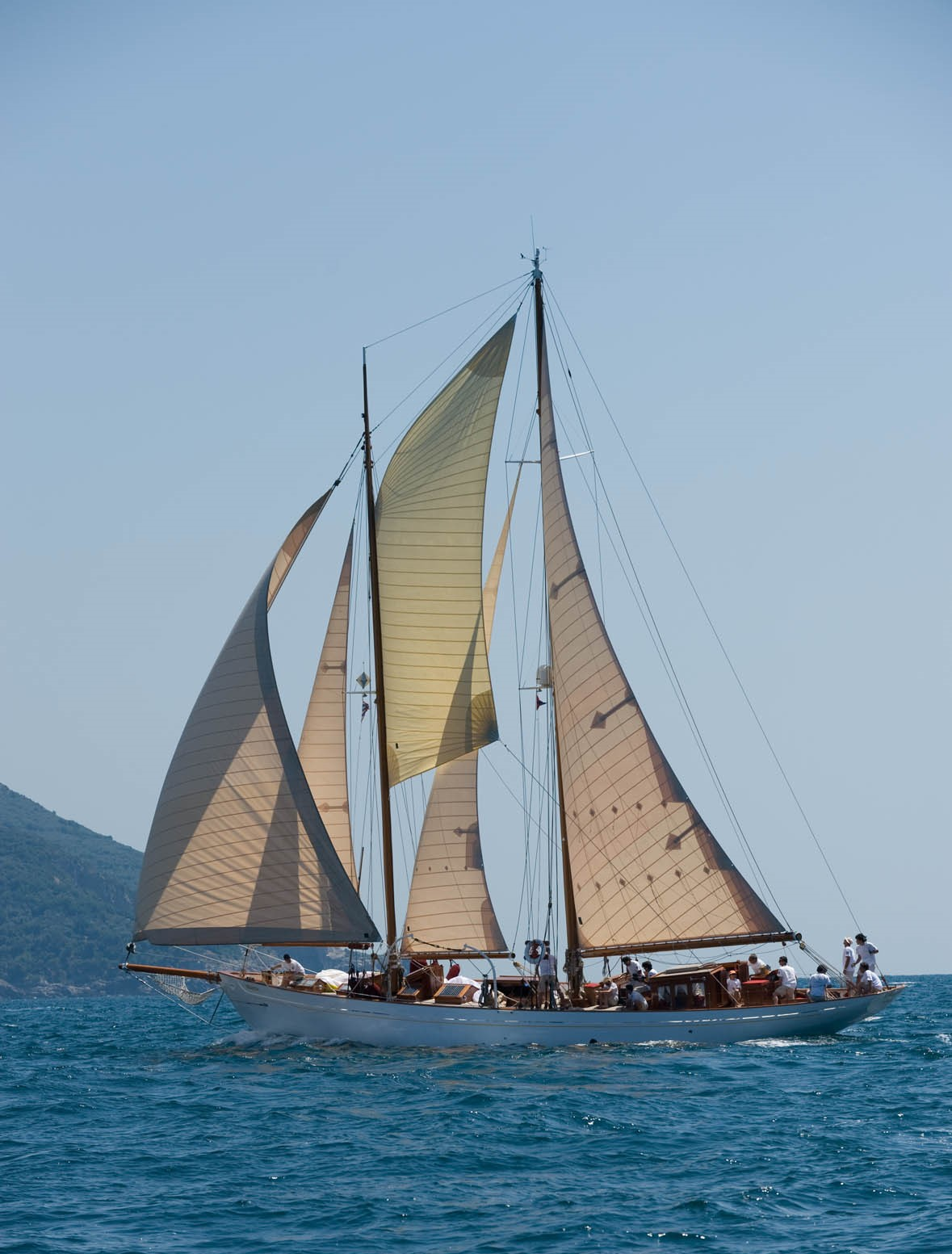
Використання рибальського стакселя, із закріпленою на фок-щоглі передньою шкаториною на стаксельній шхуні з бермудським гротом «Ореанда»

Рибальський стаксель є косим вітрилом, що піднімається між щоглами вітрильника і кріпиться на верхній їх частині. Якщо судно двощоглове, рибальський стаксель піднімається між грот- і фок-щоглою.
Рибальський стаксель відрізняється від класичного між-щоглового стакселя переважно своєю формою і способом кріплення. Якщо класичні стакселі трикутні, рибальський стаксель має чотирикутну форму, зазвичай у вигляді неправильної трапеції. Також, на відміну від стакселя, який передньою шкаториною кріпиться до штага, всі чотири шкаторини рибальського стакселя зазвичай є вільними, хоча деколи передня шкаторина рибальського стакселя може на стаксельних шхунах кріпитись до щогли, а на сучасних шхунах з металевими щоглами — іноді навіть з закруткою у щоглу.

## Використання
Як випливає з самої назви — найчастіше рибальський стаксель використовувався на риболовецьких шхунах. Мета рибальського стакселя — ловити найлегші пориви вітру і допомагати іншому вітрильному озброєнню рухати судно в безвітряних умовах, оскільки це велике за площею і високо розміщене вітрило. Під час спортивних перегонів на вітрильних шхунах, рибальський стаксель давав можливість отримати максимально можливий ефект від вітрильного озброєння шхуни.

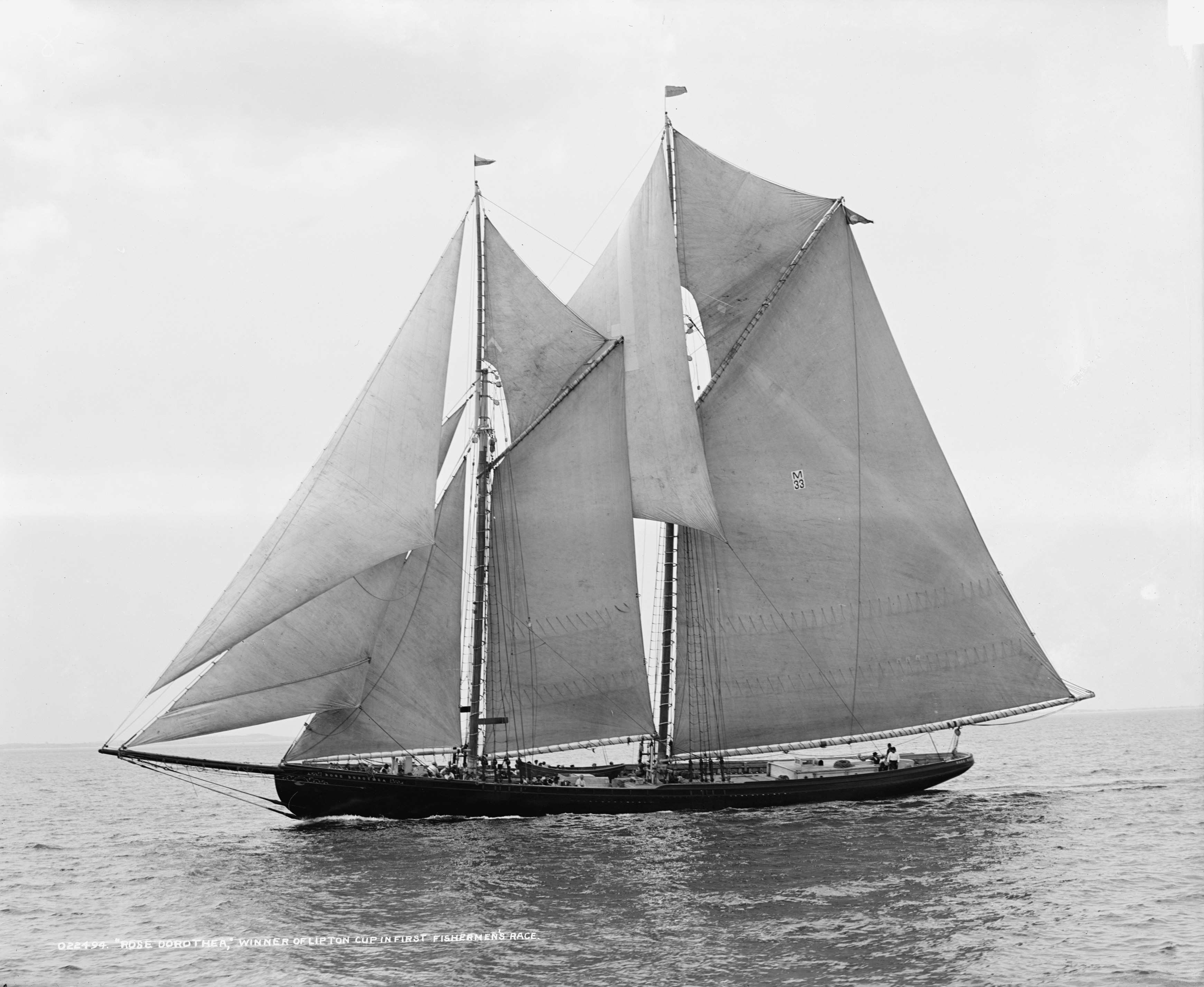
Використання рибальського стакселя на гафельній шхуні «Роуз-Дороті» під час перегонів човнів у затоці Массачусетс на кубок Ліптона 1907 року

У деяких варіантах вітрильного озброєння рибальський стаксель перетинається з іншими вітрилами чи елементами рангоуту, наприклад, такими як гафель на фок-щоглі (фока-гафель). В такому випадку при здійсненні повороту оверштаг чи через фордевінд, потрібно опусти рибальський стаксель, змінити галс на інших вітрилах і підняти рибальський стаксель вже на новому галсі. Через таку незручність рибальський стаксель зрідка використовується на гафельних шхунах, тоді як на стаксельних шхунах він є зручним і корисним вітрильним озброєнням, що дозволяє ефективно заповнити верхню щілину між щоглами.
Рибальський стаксель переважно застосовується за легкого і середнього вітру. За сильного вітру він не приносить багато користі і лише призводить до додаткового крену судна.

## Галерея

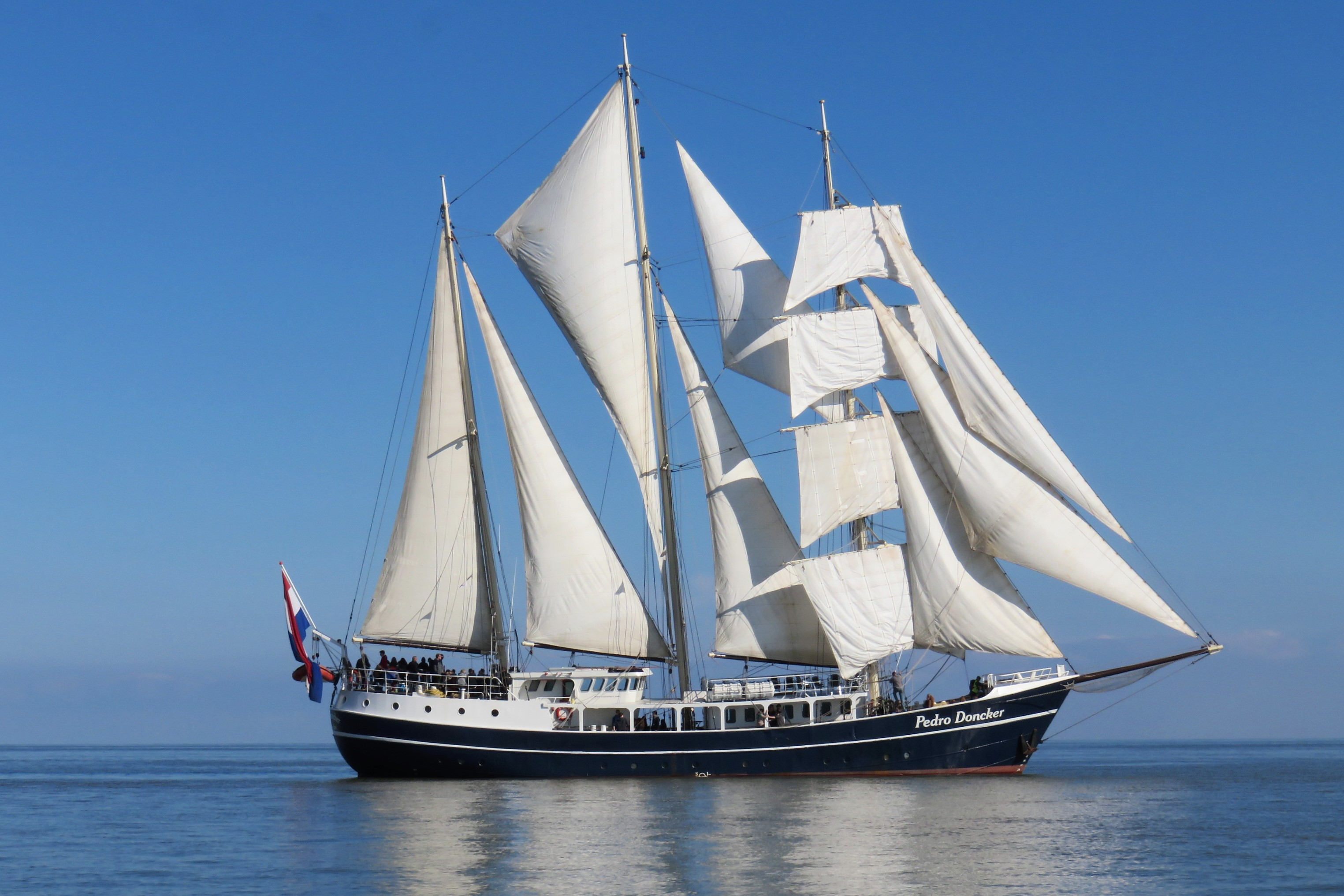
Рибальський стаксель на стаксельній шхуні PEDRO DONCKER
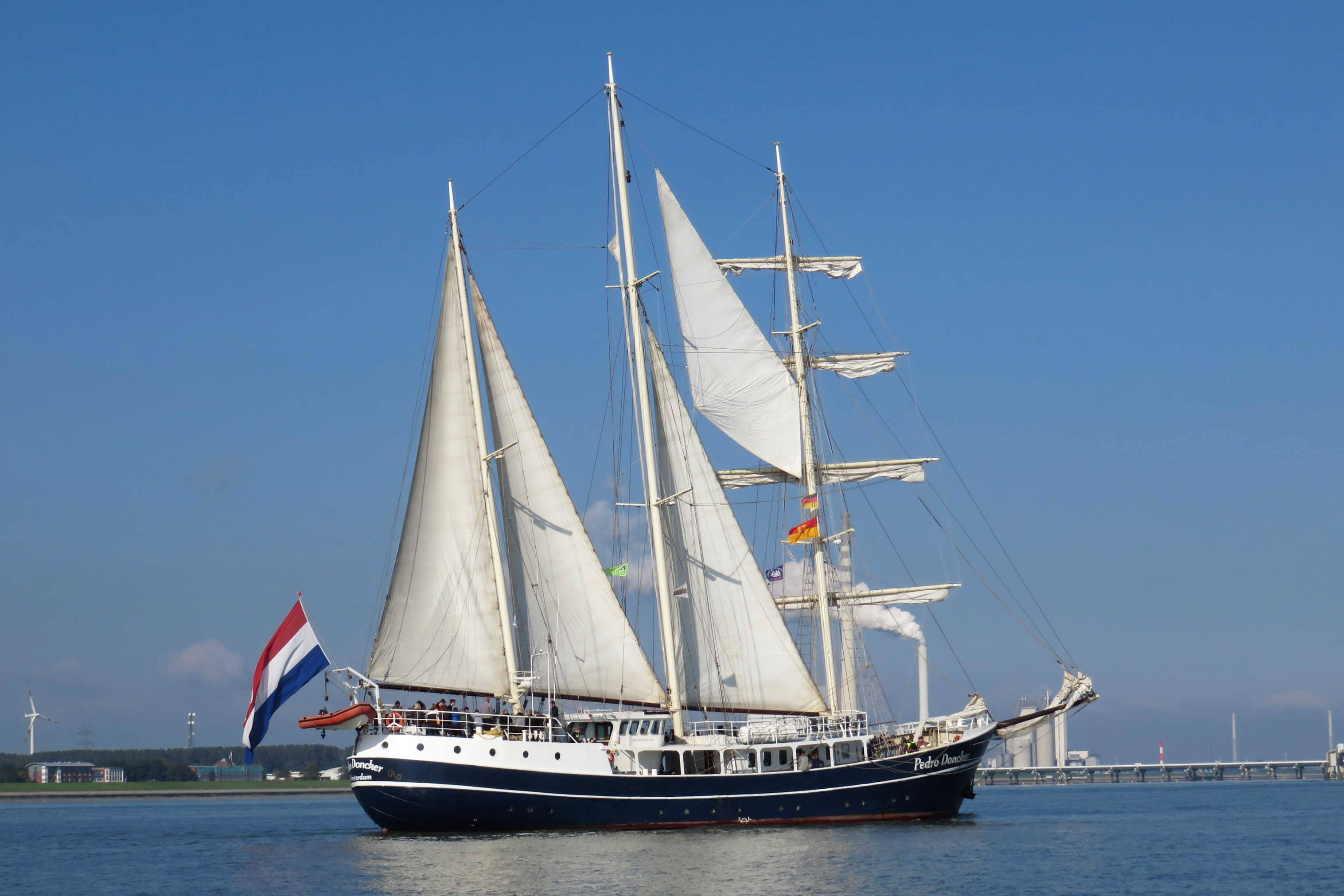
Рибальський стаксель на стаксельній шхуні PEDRO DONCKER
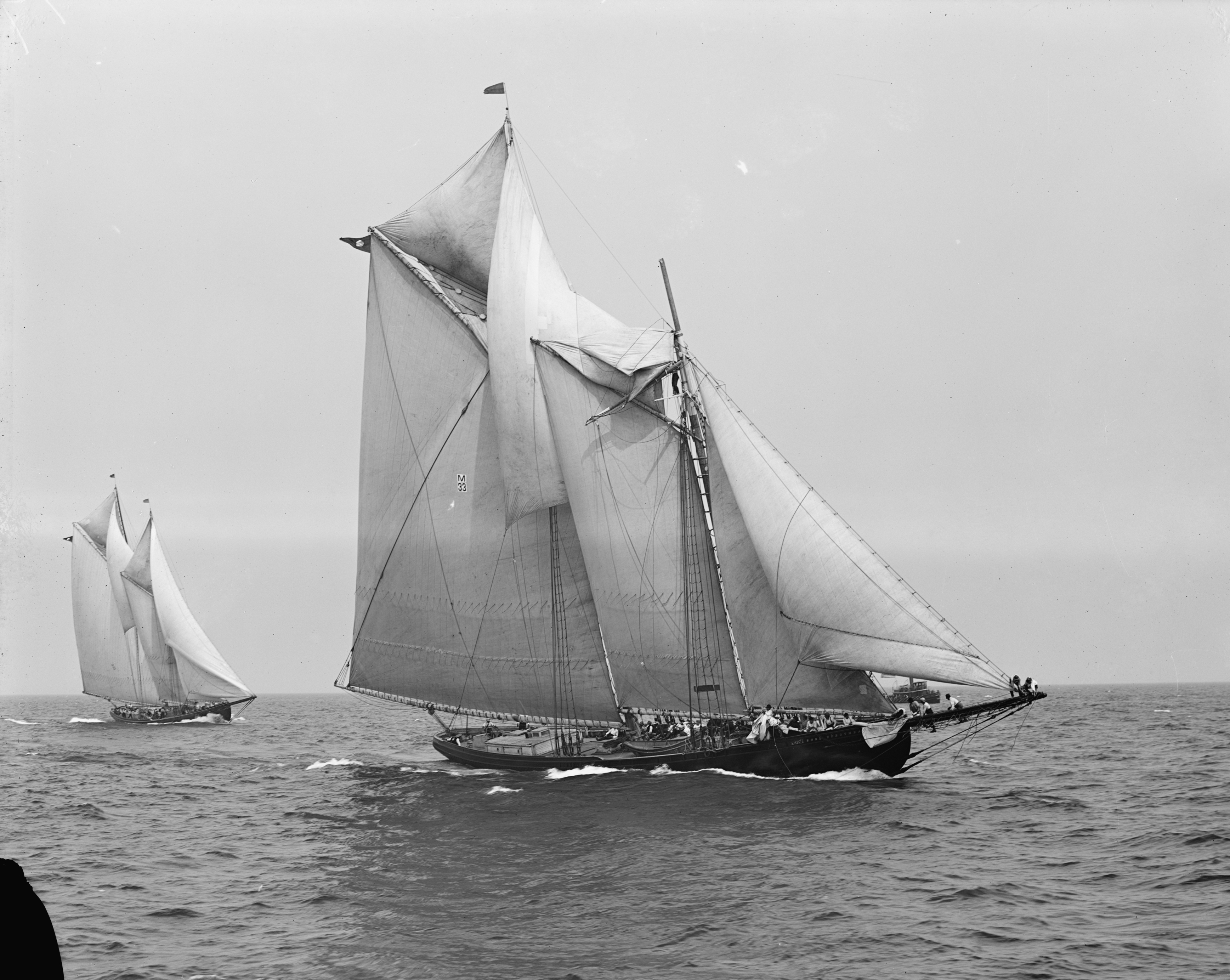
«Роуз-Дороті» приходить першою, попри зламану фок-щоглу